# Lucas Scott
Lucas Eugene Scott är en av rollfigur i den amerikanska TV-serien One Tree Hill och spelas av Chad Michael Murray.

## Familj
Han bor med sin mamma Karen som är ensamstående efter att Lucas pappa Dan lämnat henne när hon fortfarande var gravid med Lucas. Dan gifte sig istället med Deb och de har tillsammans en son, Nathan, som är lika gammal som Lucas. Bägge familjerna är bosatta i Tree Hill och både Lucas och Nathan går i samma skola. De två bröderna har till en början en mycket dålig relation som även speglar relationen mellan Karen och Dan samt Lucas och Dan. Dan har i början av serien aldrig involverat sig i Lucas liv, men gör det mer och mer under seriens gång. Karen har en mycket nära relation till Dans bror Keith och Keith blir en fadersfigur för Lucas.
Lucas är gift med Peyton Sawyer och de har dottern Sawyer Scott tillsammans.